# بوريسلاف هيراك
بوريسلاف هيراك (بالصربية: Борислав Херак) (مواليد 18 يناير 1971) هو جندي سابق من صرب البوسنة والهرسك قاتل مع جيش جمهورية صرب البوسنة في الأيام الأولى من حرب البوسنة والهرسك. في مارس 1993 بعد وقوعه في أيدي جيش جمهورية البوسنة والهرسك قدم للمحاكمة في محكمة منطقة سراييفو العسكرية ليصبح أول شخص يُدان بارتكاب جريمة الإبادة الجماعية على أساس نفسه. شهادة اعترف فيها بالذنب عن الجرائم المنسوبة إليه وهي 32 جريمة قتل و 16 حالة اغتصاب.
كانت اعترافات هيراك موضوع مقال حائز على جائزة بوليتزر بقلم جون إف بيرنز.

## الجرائم والمحاكمة
في 7 فبراير 1993 قدم مكتب المدعي العسكري المحلي في سراييفو لائحة اتهام إلى المحكمة العسكرية المحلية في سراييفو ضد هيراك بتهمة الإبادة الجماعية وجرائم الحرب ضد السكان المدنيين وجرائم الحرب ضد أسرى الحرب التي ارتكبت أثناء عضويته في مجموعة بيوتشا ومجموعة كريمش. تم اتهام بوريسلاف هيراك بارتكاب 32 جريمة قتل و16 حالة اغتصاب بما في ذلك 12 جريمة قتل فيها الضحايا. واتُهم سريتكو داميانوفيتش المتهم بارتكاب جرائم إبادة جماعية وجرائم حرب ضد السكان المدنيين بخمس جرائم قتل وجريمتي اغتصاب ووجهت إلى ندا توميتش تهمة إخفاء جريمة إخفاء هاربين (هيراك وداميانوفيتش) وسلع مسروقة.
كانت محاكمة داميانوفيتش وهيراك في مارس 1993 أول محاولة من قبل النظام القانوني في سراييفو لمحاكمة صرب البوسنة والهرسك بتهمة الإبادة الجماعية وجرائم الحرب الأخرى. قال هيراك خلال محاكمته إنه أُرسل مع بعض الجنود من صربيا إلى قرية أهاتوفيتشي بالقرب من سراييفو بأوامر «بقتل الجميع وإحراق كل شيء». تم جمع حوالي 150 قرويا بينهم أطفال معا وتعرضوا للرصاص الرشاش قبل إلقاءهم وبعضهم لا يزال على قيد الحياة في مقبرة جماعية. كما اعترف هيراك بارتكاب جرائم اغتصاب وقتل محتجزين في مقهى سونيا / كود سونج الذي يديره ميرو فوكوفيتش بالقرب من مقر الأمم المتحدة في سراييفو.
في مارس 1993 حكم على هيراك ودميانوفيتش بحكم صادر عن المحكمة العسكرية المركزية وحُكم عليهما بالإعدام. وحُكم على الاثنين بالإعدام رميا بالرصاص. قال هيراك إنه يستحق عقوبة الإعدام.
ولم يكن هناك شهود على عمليات القتل ولم يتم العثور على جثث. أدين الرجلان إلى حد كبير على أساس اعتراف هيراك بعد أن تراجع داميانوفيتش عن اعترافه مدعيا أنه تعرض للضرب والتعذيب من أجل الاعتراف.
في يوليو 1993 أيدت محكمة الدرجة الثانية نتائج الإدانة والعقوبات المفروضة. جلسة محكمة الدرجة الثالثة في ديسمبر 1993 أكدت حكم محكمة الدرجة الثانية. وزُعم أن المحاكمة كانت استعراضية وأن المتهم لم يحظ بجلسة استماع عادلة. ومع ذلك رفضت المحكمة الدعوة لإعادة محاكمة داميانوفيتش قائلة إن «هناك الكثير من الأدلة الأخرى الكافية لإصدار حكم».
تراجع هيراك عن شهادته في يناير 1996 مدعيا أن شهادته أمام محكمة البوسنة والهرسك ضُربت منه. وأكد أنه شهد عمليات قتل وسمع عن عمليات اغتصاب لكنه لم يفعل أي شيء بنفسه. في غضون ذلك تم العثور على شقيقين مسلمين قاسم وعاصم بليكيتش اللذين استخدمت جرائم القتل المفترضة لهما كدليل في محاكمة هيراك وداميانوفيتش يعيشان في إحدى ضواحي سراييفو.
في فبراير 2000 أمرت غرفة حقوق الإنسان في البوسنة والهرسك بإعادة محاكمة سريتكو داميانوفيتش الذي تمت تبرئته. تم رفض طلبات إعادة محاكمة هيراك وترك هيراك الشخص الوحيد الذي أدين بالإبادة الجماعية من قبل محكمة محلية قبل إنشاء محكمة الدولة في البوسنة والهرسك وأول شخص يُدان بجريمة الإبادة الجماعية منذ الحرب العالمية الثانية. تم تعديل عقوبة الإعدام إلى السجن لمدة 20 عاما.

### نقد
زعم محامو الدفاع أن المحاكمة جرت على عجل لا داعي له ولم يتم تقديم أي دليل مادي وأن قرار القاضي تأثر بالجو السياسي المشحون بشدة الذي أحاط بالمحاكمة والذي استخدمته الحكومة البوسنية للإعلان عن الحملة الوحشية للتطهير العرقي. نفذها صرب البوسنة والهرسك. كانت المحاكمة أول محاولة من قبل السلطات القانونية البوسنية لمحاكمة صرب البوسنة والهرسك بتهمة الإبادة الجماعية وجرائم حرب أخرى واعتبرت الخطوة الأولى في عملية قضائية تهدف إلى تقديم الصرب المسؤولين عن القتل الجماعي للبوشناق (مسلمو البوسنة) إلى العدالة.
بعد الكشف عن أن اثنين من ضحايا القتل المزعوم ادعى هيراك أنهما شاهدا داميانوفيتش يقتل لا يزالان على قيد الحياة وأنه بعد الإدانات أصدرت المحكمة العسكرية المحلية مذكرة تحقيق تحدد القتلة الثلاثة لثالث لرامز كرشو وهم نيناد داميانوفيتش وبوزو جيفتيتش وميرو فوكوفيتش وأُعرب عن القلق من أن النظام القضائي البوسني قد يفقد مصداقيته نتيجة لذلك وقد تتعرض التهم الموجهة إلى كبار الشخصيات للخطر. تم انتقاد المحقق شعبان ماكسوميتش لفشله في الحصول على أدلة أكثر إقناعا وتعريض النظام القضائي لخطر الفضيحة.
الصحفيون البوسنيون الذين أشاروا إلى «أخطاء لا مفر منها» بسبب الظروف غير العادية التي أجريت فيها المحاكمة (استُهدف مبنى المحكمة في سراييفو بنيران المدفعية الصربية أثناء المحاكمة) ومع ذلك انتقدوا التهديد المحتمل لمصداقية الأدلة الأساسية التي قدمتها وكالات التحقيق البوسنية والسلطات القانونية في المحكمة الجنائية الدولية ليوغوسلافيا السابقة في لاهاي.
أصر القاضي فخر الدين تيفتيداريا الذي كان قد حاكم وحكم على هيراك وداميانوفيتش في عام 1997 على أن عودة الأخوين بليكيتش وإصدار لائحة اتهام لمشتبهين آخرين بقتل رامز كروسو لم يطعن في درجة ذنب داميانوفيتش فقد ارتكب جرائم قتل أخرى وهي الاغتصاب والطرد.

## جائزه بولتزر
حصل جون ف. بيرنز على جائزة بوليتسر للصحافة الدولية لعام 1993 مشيرا إلى «تغطيته الشجاعة والشاملة لتدمير سراييفو وأعمال القتل الوحشية في حرب البوسنة والهرسك».